# Lennox Anyanwu
Pas d'image ? Cliquez ici

a Compétitions nationales et continentales officielles uniquement.

Dernière mise à jour le 2 janvier 2025.
Lennox Anyanwu, né le 29 novembre 2000 à Londres (Angleterre), est un joueur anglais d'origine nigériane de rugby à XV jouant au poste de centre aux Harlequins.

## Biographie
Lennox Anyanwu est originaire du Nigeria. Il intègre le centre de formation des Harlequins en 2019. Au niveau international, il représente l'Angleterre chez les moins de 16 ans, 17 ans et 18 ans.
Il passe son début de carrière principalement en prêt en Championnat d'Angleterre de 2e division, d'abord au London Scottish FC en 2020, puis au Richmond FC en 2021-2022, avant de retourner chez les London Scottish en 2023.
Au mois de janvier 2023, il prolonge son contrat avec les Harlequins. Un an plus tard, il est cité par le sélectionneur de l'Angleterre, Steve Borthwick comme étant un potentiel futur international anglais.
En 2024-2025, après le départ d'André Esterhuizen, il le remplace et devient titulaire au poste de centre avec les Harlequins,.
Bien qu'il se soit imposé dans son club formateur, il décide finalement de s'engager au Montpellier HR pour deux ans à partir de la saison 2025-2026.